# It Was Always You
"It Was Always You" é uma canção da banda norte-americana Maroon 5, gravada para o seu quinto álbum de estúdio V. Foi composta por Adam Levine, Sam Martin, Jason Evigan, Marcus Lomax, Jordan Johnson e Stefan Johnson, com produção destes três últimos sob o nome de The Monsters and the Strangerz. O seu lançamento ocorreu a 29 de Julho de 2014, através da Interscope Records, servindo como segundo single promocional do disco.  

## Desempenho nas tabelas musicais

### Posições
| Tabela musical (2014)              | Melhor posição |
| ---------------------------------- | -------------- |
| Austrália - ARIA Singles Chart     | 43             |
| Canadá - Canadian Hot 100          | 19             |
| Escócia - Scottish Singles Chart   | 19             |
| Estados Unidos - Billboard Hot 100 | 45             |
| Reino Unido - UK Singles Chart     | 40             |

## Histórico de lançamento
| País      | Data                | Formato          | Editora discográfica |
| --------- | ------------------- | ---------------- | -------------------- |
| Finlândia | 29 de Julho de 2014 | Descarga digital | Universal Music      |
| França    | 29 de Julho de 2014 | Descarga digital | Universal Music      |
| Irlanda   | 29 de Julho de 2014 | Descarga digital | Universal Music      |
| Itália    | 29 de Julho de 2014 | Descarga digital | Universal Music      |
| Portugal  | 29 de Julho de 2014 | Descarga digital | Universal Music      |
| Austrália | 30 de Julho de 2014 | Descarga digital | Universal Music      |